# Vara (Burkina Faso)
Pour les articles homonymes, voir Vara.
Vara est un village du département et la commune rurale de Tô, situé dans la province de la Sissili et la région du Centre-Ouest au Burkina Faso.

## Géographie

### Démographie
- En 2003 le village comptait 1 713 habitants estimés[2].
- En 2006 le village comptait 1 696 habitants recensés[1].